# Bakusō Dekotora Densetsu
Bakusō Dekotora Densetsu est une série de jeux vidéo de course de Dekotora (camions japonais décorés).

## Liste de titres
- 1998 : Bakusō Dekotora Densetsu: Otoko Ippiki Yume Kaidoi sur PlayStation[1]
- 1999 : Bakusō Dekotora Densetsu 2: Otoko Jinsei Yume Ichiro sur PlayStation
- 1999 : Bakusō Dekotora Densetsu for WonderSwan sur WonderSwan
- 2000 : Bakusō Dekotora Densetsu GB sur Game Boy Color
- 2003 : Bakusō Dekotora Densetsu: Otoko Hanamichi Yume Roman sur PlayStation 2 (vendu à plus de 77 000 exemplaires[2])
- 2005 : Shin Bakusō Dekotora Densetsu sur PlayStation 2 (vendu à plus de 50 000 exemplaires[3])
- 2008 : Bakusō Dekotora Densetsu Black sur Nintendo DS (vendu à plus de 1 000 exemplaires en première semaine[4])